# Зун (божество)
Зун является божеством Солнца, главным богом Зунбилов и эфталитским богом Солнца. Зун считался изгоняющим зло и приносящим справедливость и клятвы. Его почитали как божественного судью и великого воина, являвшего собой пример правдивости и чести. Он был владыкой гор и реки Окс, которая, как считалось, была местом обитания первобытных вод.

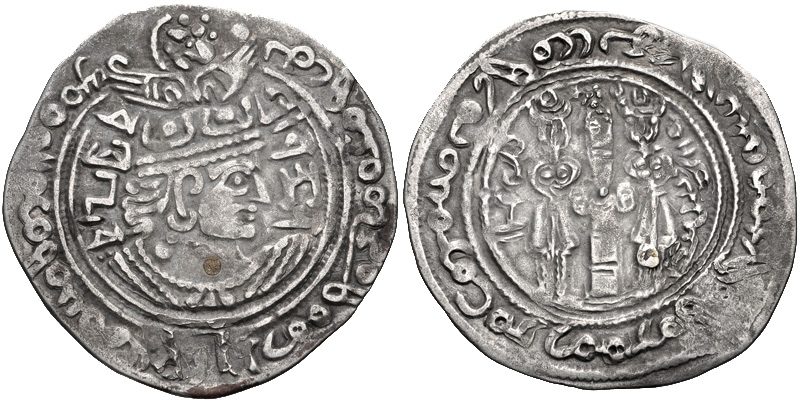
Монета династии Зунбиль с изображением фигуры, из головы которой вырываются языки пламени. Возможное изображение Зуна.

Зун, возможно, также был создателем и владыкой вселенной в религии эфталитов, хотя это конкретное убеждение не имеет под собой достаточных оснований. На монетах его изображают с пламенем, исходящим из головы. Его статуи были украшены золотом, а вместо глаз использовались рубины. Сюаньцзан, китайский монах VII века, называл Чжуна «Сунгир».

## Общая информация
Юг Гиндукуша находился под властью зунбилов, потомков южных эфталитов. Север контролировали кабульские шахиды. Зунбильские и Кабульские шахи были связаны культурой с соседним Индийским субконтинентом. Цари зунбилов поклонялись богу солнца по имени Зун, от которого они и получили свое название. Андре Винк пишет, что «культ Зуна был в первую очередь около-индуистским, а не буддийским или зороастрийским».
По мнению Гульмана С., его афганские последователи, скорее всего, изначально были зороастрийцами. Упоминания о Жуне и его приверженцах исчезли с концом династии Зунбилов в Забулистане в 870 году. Его последователи, по словам Ибн Асира, приняли ислам.